# Leiterbandmuster
| QS Vor- und Frühgeschichte | Dieser Artikel wurde aufgrund von inhaltlichen Mängeln auf der Qualitätssicherungsseite des WikiProjekts Vor- und Frühgeschichte eingetragen. Dies geschieht, um die Qualität der Artikel aus diesem Themengebiet auf ein akzeptables Niveau zu bringen. Bitte hilf mit, die inhaltlichen Mängel dieses Artikels zu beseitigen, und beteilige dich bitte an der Diskussion! |  |

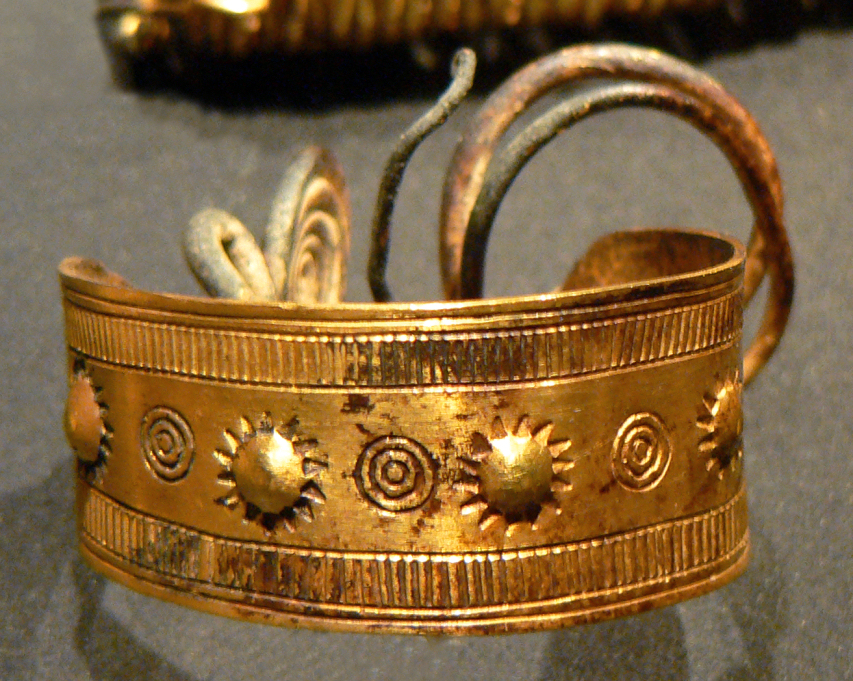
Randständiges Leiterbandmuster auf einer Fibel des Goldhortes von Gessel

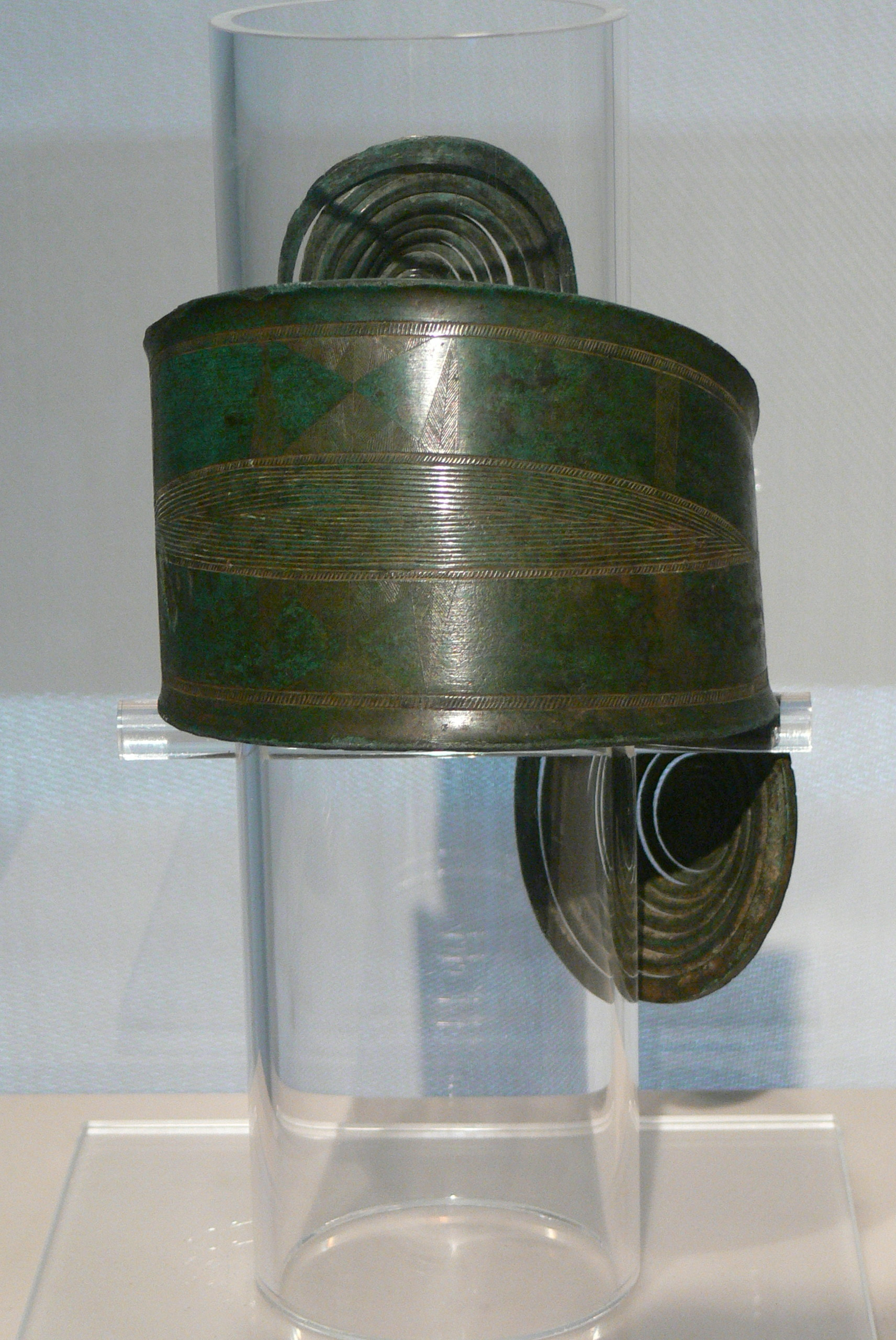
Armberge von Kloster Neuendorf oben und unten begrenzt von Leiterbandmustern

Leiterbandmuster sind eine Verzierungstechnik, die hauptsächlich von jungstein-, bronze- und eisenzeitlichen Artefakten bis ins Frühmittelalter bekannt ist. Dabei werden durch leiterartige Linien, sowohl mit geraden als auch mit schräg verlaufenden Leitersprossen, insbesondere Arm- und Halsringe, aber auch andere Bronzen begrenzt und geschmückt. Auch bei einigen Felsritzungen (Felsbilder des Valcamonica, Val Meravigglie, Santiago de Compostela) kommen Leiterbänder vor. Zum Kollektivgrab Odagsen III in Niedersachsen gehört ein vermutlich neolithischer Leiterbandstein. Der so verzierte Stein ist im Foyer des Städtischen Museums Einbeck aufgestellt. In der Archäologie dient die Art der Verzierung der Abgrenzung verschiedener Kulturstufen und ihrer geographischen Verbreitung.

## Vorkommen
In der Hügelgräberkultur hergestellte Feinkeramik war mit eingeritzten Leiterbandmustern versehen. Zur Grabausstattung der „Dame von Deutsch Evern“ gehört ein Halsringsatz mit schrägem Leiterbandmuster. In der Lüneburger Gegend zeigen viele Funde, besonders Halsringe, ein schräges Leiterbandmuster. Von den in Frauengräbern in Deutschland und Nordwestpolen gefundenen Arm- und Beinbergen tragen einzelne Exemplare ebenfalls ein schräges Leiterbandmuster, auch in Mecklenburg sind schräge Leiterbandmuster ein häufiges Ornament. In Offenbach-Rumpenheim wurde ein Anhänger gefunden, der mittels dreier Ringe an einem kleinen Halsring mit schrägem Leiterbandmuster angebracht ist. Ein Blechgürtel mit getriebenem Leiterbandmuster stammt aus der Hallstattzeit Bayerns. Die kennzeichnenden Motive der Verzierung von Keramikfunden in Büdelsdorf sind Leiterbandmuster in Meißelstich-, Furchenstich- und Wickelschnurtechnik. Auch der Goldhort von Gessel, ein bronzezeitlicher Depotfund aus Niedersachsen, enthält eine Goldfibel mit randständigem Leiterbandmuster. Leiterbandmuster kommen auch auf in Niedersachsen gefundenen Bronzefibeln vor.
In völkerwanderungszeitlichen Gräbern in Mengen, Landkreis Breisgau-Hochschwarzwald, wurden Gürtelschnallen gefunden, deren Randfriese mit  tauschierten Leiterbandmustern ausgefüllt sind.